# Kokombrink
Kokombrink är ett skär i Finland. Det ligger i Skärgårdshavet och i kommunen Pargas i landskapet Egentliga Finland, i den sydvästra delen av landet. Ön ligger omkring 49 kilometer sydväst om Åbo och omkring 190 kilometer väster om Helsingfors.
Öns area är 2,2 hektar och dess största längd är 240 meter i sydöst-nordvästlig riktning. I omgivningarna runt Kokombrink växer i huvudsak barrskog.Runt Kokombrink är det mycket glesbefolkat, med 7 invånare per kvadratkilometer.. Det finns inga samhällen i närheten.